# Bộ Nông nghiệp và Phát triển nông thôn (Israel)
Bộ Nông nghiệp và Phát triển nông thôn Israel (tiếng Hebrew: משרד החקלאות ופיתוח הכפר, Misrad HaHakla'ut UFitu'ah HaKfar) là bộ của Chính phủ Israel giám sát ngành nông nghiệp của quốc gia.

## Bộ trưởng
Bộ trưởng Bộ Nông nghiệp và Phát triển Nông thôn (tiếng Hebrew: שר החקלאות ופיתוח הכפר, Sar HaHakla'ut vePituah HaKfar; tiếng Ả Rập: وزير الزراعة وتطوير القرية) là người đứng đầu của bộ, được coi là một vị trí tương đối nhỏ trong nội các Israel.
Bộ trưởng đương nhiệm là Oded Forer (từ 13 tháng 6 năm 2021).

## Lịch sử
- Bộ Nông nghiệp (14/5/1948 – 13/7/1991)
- Bộ Nông nghiệp và Phát triển nông thôn (13/7/1992 – nay)

## Bảo hiểm
Bảo hiểm nông nghiệp trong nước được cung cấp bởi KANAT, Quỹ bảo hiểm rủi ro thiên nhiên trong nông nghiệp. Nó thuộc sở hữu chung của chính phủ và hội đồng tiếp thị nông trại, và được giám sát bởi Bộ. Giải thưởng KANAT [he:קטגוריה:זוכי אות קנט] được trao cho nghiên cứu nông nghiệp.